# Talteüll (Lérida)
Talteüll es una localidad española del municipio de Masoteras, perteneciente a la provincia de Lérida, en la comunidad autónoma de Cataluña.

## Toponimia
El nombre del lugar puede encontrarse referido con las variantes Taltaull, Taltahull y Talteüll.

## Historia
Hacia mediados del siglo XIX, el lugar, ya por entonces perteneciente a Masoteras, tenía contabilizadas 9 casas. Aparece descrito en el decimocuarto volumen del Diccionario geográfico-estadístico-histórico de España y sus posesiones de Ultramar de Pascual Madoz de la siguiente manera:

TALTAULL ó TALTAHULL: l. en la prov. de Lérida (13 leguas), part. jud. de Cervera (3), dióc. de Solsona (7), aud. terr. y c. g. de Barcelona (15), ayunt. de Masoteras. sit. sobre una colina; su clima es saludable. Tiene 9 casas; escuela de primeras letras, cuyo edificio es una casa muy ant. sit. en el campo denominado Camp-real, que está entre Taltaull y Masoteras; una torre arruinada de arquitectura árabe; igl. parr (San Pedro) matriz de Palou y Masoteras servida por un cura de térm. y presentacion real; cementerio, y medianas aguas potables. Confina: N. Palou; E. Biosca; S. Masoteras, y O. Salvanera; dentro del térm. se conservan algunos vestigios de edificios ant., encontrándose varios sepulcros del tiempo de los romanos. El terreno es quebrado en su mayor parte y de mediana y mala calidad; por él corren las aguas del r. Bregós. Los caminos son locales. La correspondencia se recibe de Guissona. prod.: trigo, vino, legumbres y pastos; cria ganado lanar y vacuno, y caza de perdices, liebres y conejos. pobl. con Masoteras y Palou de Tora: 34 vec., 168 alm. cap. imp.. 28,152 rs. contr.: el 14'48 por 100 de esta riqueza.
(Madoz, 1849, p. 577)

En 2022, tenía empadronados 12 habitantes.

## Patrimonio
En el lugar hay una iglesia bajo la advocación de San Pedro.